# Portarró d'Espot
El Portarró d'Espot també anomenat el Portarró, és una collada que es troba en el terme municipal d'Espot (Pallars Sobirà) i dins del Parc Nacional d'Aigüestortes i Estany de Sant Maurici.
El coll està situat a 2.427,6 metres d'altitud, entre el Pic del Portarró (NNO) i l'Agulla del Portarró (SE), comunica la Vall de Sant Nicolau (O) i la Vall d'Escrita (E).

## Rutes[2]
Era el camí tradicional del Pallars a la vall de Boí. Actualment és una de les rutes més transitades del Parc, ja que uneix Aigüestortes amb l'Estany de Sant Maurici.
Per assolir aquest coll, el Refugi d'Estany Llong és el punt de sortida normal en el cas de la via de per la Vall de Boí (Alta Ribagorça), i el Refugi Ernest Mallafré per fer-ho per la banda de la Vall d'Escrita (Espot, Pallars Sobirà).